# Alexander Krieger
Alexander Krieger (Stuttgart, 28 de noviembre de 1991) es un ciclista alemán que compite con el equipo Tudor Pro Cycling Team.

## Biografía
En agosto de 2018 terminó 27.º en el Campeonato de Europa de Ruta en Glasgow.
A finales de julio de 2019 fue preseleccionado para representar a su país en el Campeonato de Europa de ciclismo en ruta.

## Palmarés
2020
- 3.º en el Campeonato de Alemania en Ruta

## Resultados en Grandes Vueltas
| Carrera | Carrera         | 2020 | 2021  | 2022  | 2023  | 2024 | 2025  |
| ------- | --------------- | ---- | ----- | ----- | ----- | ---- | ----- |
|         | Giro de Italia  | —    | 140.º | Ab.   | 121.º | Ab.  | 159.º |
|         | Tour de Francia | —    | —     | 103.º | —     | —    | —     |
|         | Vuelta a España | —    | 117.º | —     | —     | —    | —     |

―: no participa
Ab.: abandono

## Equipos
- Team Heizomat (2010-2012)
  - Team Heizomat Mapei (2010-2011)
  - Team Heizomat (2012)
- Rad-Net Rose Team (2013)
- Team Stuttgart (2014)
- NetApp-Endura (stagiaire) (2014)[3]
- Leopard (2015-2019)
  - Leopard Development Team (2015)
  - Leopard Pro Cycling (2016-2019)
- Alpecin (2020-2023)
  - Alpecin-Fenix (2020-2022)[4]
  - Alpecin-Deceuninck (2022-2023)
- Tudor Pro Cycling Team (2024-)